# پلی‌آرتریت ندوزا

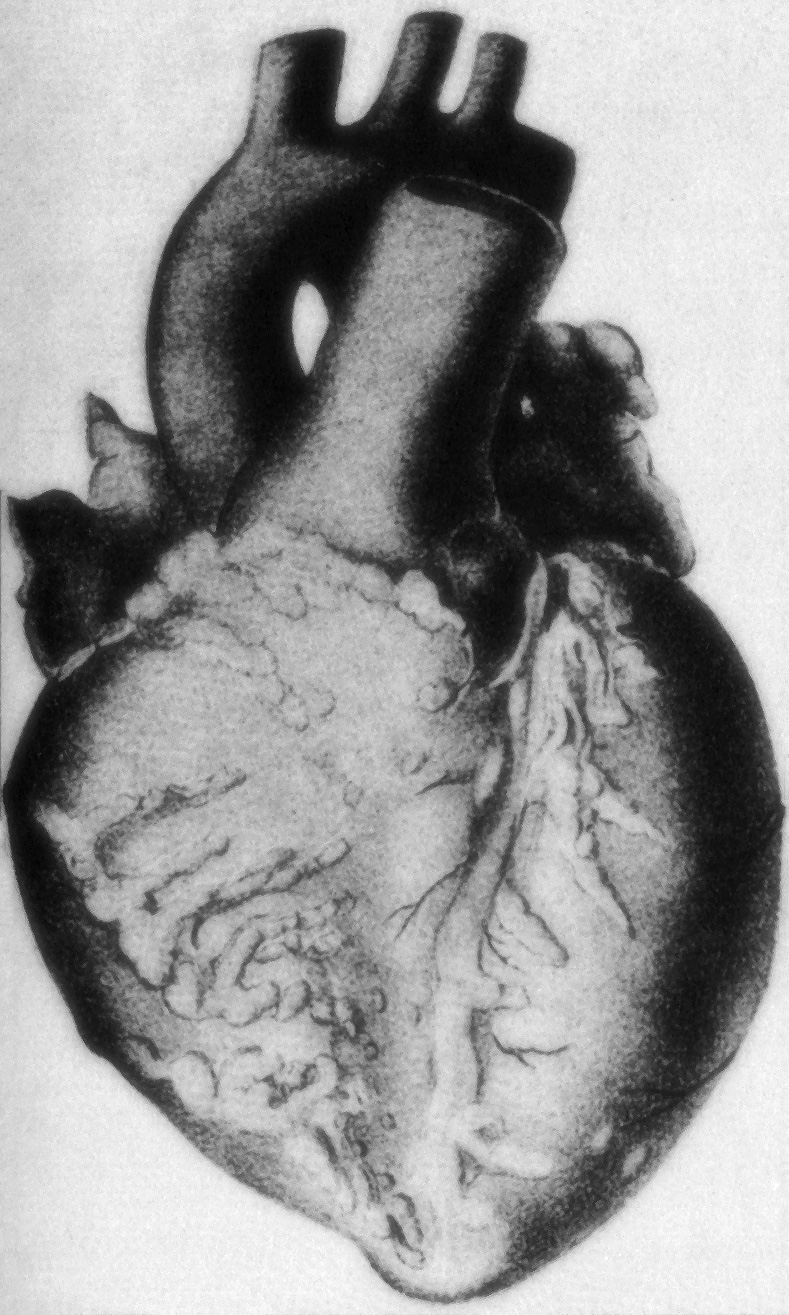
پلی آرتریت ندوزا

پلی‌آرتریت ندوزا (به انگلیسی: Polyarteritis nodosa) یک واسکولیت سیستمیک هم در شریان‌های کوچک و هم در شریان‌های متوسط است. دیواره رگ‌های متعددی ("پلی" آرتریت) به شکل پراکنده در نقاط مختلف بدن درگیر می‌شوند. مناطق دچار التهاب در سرخرگ تضعیف شده و به دلیل فشار جریان خون، به صورت حفره‌های کوچک بیرون زده (آنوریسم) و در طول رگ شکل گره به خود می‌گیرند که نام "گرهی" از همین‌جا ناشی شده‌است. بیماری اغلب در دهه‌های پنجم و ششم زندگی و بیشتر در مردان دیده می‌شود.

## دلایل بروز بیماری
دلیل ایجاد این بیماری هنوز یافت نشده‌است ولی ۳۰ درصد از افراد مبتلا به این بیماری به هپاتیت ب نیز مبتلا هستند و ممکن است یکی از عوارض تب روماتیسمی باشد. مردان دو برابر زنان به این بیماری دچار می‌شوند.

## تظاهرات بالینی
تظاهرات بالینی PAN شامل علائم سیستمیکی مانند خستگی و خواب‌آلودگی (لتارژی)، ضعف، تب، کاهش وزن، درد مفاصل (آرترالژی) و پرفشاری خون و درد ماهیچه‌ای است. به صورت موضعی تظاهرات پوستی، نفریت، منونوریت مولتی پلکس و ایسکمی مزانتر (عروق روده باریک) رخ می‌دهد. پلی‌آرتریت ندوزا به ندرت ریه‌ها را درگیر می‌کند و P_ANCA مثبت دارد. شایع‌ترین عضو درگیر کلیه است که ابتلاء آن می‌تواند تعیین‌کنندهٔ پیش‌آگهی بیماری نیز باشد. درگیری کلیه‌ها می‌تواند باعث ظاهر شدن خون یا پروتئین در ادرار و بالا رفتن فشار خون گردد. تظاهرات پوستی PAN توده‌های قرمز دردناک یا خطوط ارغوانی بر روی پوست هستند. درگیری سرخرگ‌هایی که تغذیه‌رسانی روده را به‌عهده دارند غالباً باعث درد شکم و اختلال در اجابت مزاج و جذب مواد غذایی می‌گردد.

## تشخیص
- با کمک بافت‌برداری از پوست و کلیه است.
- شمارش کامل سلول‌های خون (آزمایش خون) که افزایش گلبول‌های سفید یکی از نشانه‌های این بیماری است.
- افزایش سرعت رسوب گلبول‌های قرمز (ESR)
- افزایش CRP

## درمان
درمان با داروهای سرکوب‌کننده ایمنی مانند پردنیزون (Prednisone) و سیکلوفسفامید (Cyclophosphamide) انجام می‌شود که در ۹۰ درصد موارد کاهش بیماری یا درمان صورت می‌گیرد. در موارد کاهش (که درمان به صورت کامل انجام نشده) پس از ۵ سال، در ۶۰ درصد افراد بیماری دوباره عود می‌کند.